# Gabriela Guimarães
Gabriela Braga Guimarães est une joueuse de volley-ball brésilienne née le 19 mai 1994 à Belo Horizonte. Elle mesure 1,81 m et joue au poste de réceptionneuse-attaquante. Elle totalise 49 sélections en équipe du Brésil.

## Clubs
| Club                       | De        | À         |
| -------------------------- | --------- | --------- |
| Mackenzie Esporte Clube    | 2009-2010 | 2011-2012 |
| Rio de Janeiro Volêi Clube | 2012-2013 | 2017-2018 |
| Minas Tênis Clube          | 2018-2019 | 2018-2019 |
| Vakıfbank İstanbul         | 2019-2020 | …         |

## Palmarès

### Équipe nationale
- Championnat du monde :
  - Finaliste : 2022
- Grand Prix Mondial
  - Vainqueur : 2013, 2014, 2016.
- Ligue des nations
  - Finaliste : 2019.
- World Grand Champions Cup
  - Finaliste : 2017.
- Championnat d'Amérique du Sud
  - Vainqueur : 2013, 2015.
- Coupe panaméricaine
  - Finaliste : 2012.
- Coupe panaméricaine des moins de 23 ans
  - Finaliste : 2012.
- Championnat d'Amérique du Sud  des moins de 18 ans
  - Vainqueur : 2010.

### Clubs
- Championnat du Brésil
  - Vainqueur : 2013, 2014, 2015,  2016, 2017, 2019.
  - Finaliste : 2018.
- Championnat sud-américain des clubs
  - Vainqueur : 2013, 2015, 2016, 2017, 2019.
  - Finaliste : 2018.
- Supercoupe du Brésil
  - Vainqueur : 2015, 2016, 2017.
- Coupe du Brésil
  - Vainqueur : 2016, 2017, 2019.
- Championnat du monde des clubs
  - Finaliste : 2013, 2017, 2018.
- Supercoupe de Turquie
  - Finaliste : 2019, 2020.

### Distinctions individuelles
- Championnat d'Amérique du Sud féminin de volley-ball des moins de 18 ans 2010: Meilleure attaquante et MVP[3].
- Championnat du monde de volley-ball féminin des moins de 18 ans 2011: Meilleure marqueuse[4].
- Coupe panaméricaine de volley-ball féminin des moins de 23 ans 2012: Meilleure attaquante.
- Championnat sud-américain des clubs de volley-ball féminin 2013: Meilleure attaquante.
- Championnat du monde de volley-ball féminin des moins de 20 ans 2013: Meilleure réceptionneuse-attaquante[5].
- Championnat sud-américain des clubs de volley-ball féminin 2015: Meilleure réceptionneuse-attaquante[6].
- Championnat d'Amérique du Sud de volley-ball féminin 2015: Meilleure réceptionneuse-attaquante et MVP[7].
- Championnat sud-américain des clubs de volley-ball féminin 2016: 2e meilleure réceptionneuse-attaquante.
- Championnat sud-américain des clubs de volley-ball féminin 2017: MVP.
- Championnat du monde des clubs de volley-ball féminin 2017 : 2e meilleure réceptionneuse-attaquante[8]
- Championnat du monde des clubs de volley-ball féminin 2018 : Meilleure réceptionneuse-attaquante[9]
- Ligue des nations féminine de volley-ball 2019: Meilleure réceptionneuse-attaquante[10].
- Ligue des champions 2022 — Meilleure joueuse.
- Championnat du monde 2022 : Meilleure réceptionneuse-attaquante.